# Chandler Parsons
Chandler E. Parsons (Casselberry, Florida; 25 de octubre de 1988) es un exjugador de baloncesto estadounidense que disputó 9 temporadas en la NBA. Con 2,06 metros de estatura, jugaba en la posición de alero.

## Trayectoria deportiva

### Universidad
Jugó durante cuatro temporadas con los Gators de la Universidad de Florida, en las que promedió 10,2 puntos, 6,1 rebotes y 2,4 asistencias por partido. En su primera temporada fue el mejor anotador de los Gators saliendo desde el banquillo, promediando 8,1 puntos por partido, que le valieron para ser elegido en el mejor quinteto de novatos de la Southeastern Conference.
Ya en su última temporada fue elegido Jugador del Año de la SEC tanto por los entrenadores como por Associated Press, a pesar de que sus estadísticas distaban mucho de las mejores (apenas fue el tercer mejor anotador de su equipo, con 11,3 puntos por partido), pero se premió su versatilidad, ya que es un jugador que jugó en todas las posiciones del juego excepto de pívot.

#### Estadísticas
| Año     | Equipo  | PJ  | PT | MPP  | %TC  | %3P  | %TL  | RPP | APP | ROB | TPP | PPP  |
| ------- | ------- | --- | -- | ---- | ---- | ---- | ---- | --- | --- | --- | --- | ---- |
| 2007–08 | Florida | 36  | 0  | 20.7 | .472 | .324 | .627 | 4.0 | 1.4 | .5  | .2  | 8.1  |
| 2008–09 | Florida | 36  | 28 | 26.0 | .460 | .301 | .557 | 5.7 | 1.8 | 1.1 | .4  | 9.2  |
| 2009–10 | Florida | 34  | 18 | 31.0 | .493 | .358 | .662 | 6.9 | 2.6 | 1.1 | .1  | 12.4 |
| 2010–11 | Florida | 36  | 35 | 34.1 | .480 | .368 | .557 | 7.8 | 3.8 | .9  | .4  | 11.3 |
| Total   | Total   | 142 | 81 | 27.9 | .477 | .337 | .611 | 6.0 | 2.4 | .9  | .3  | 10.2 |

### Profesional

#### Houston Rockets

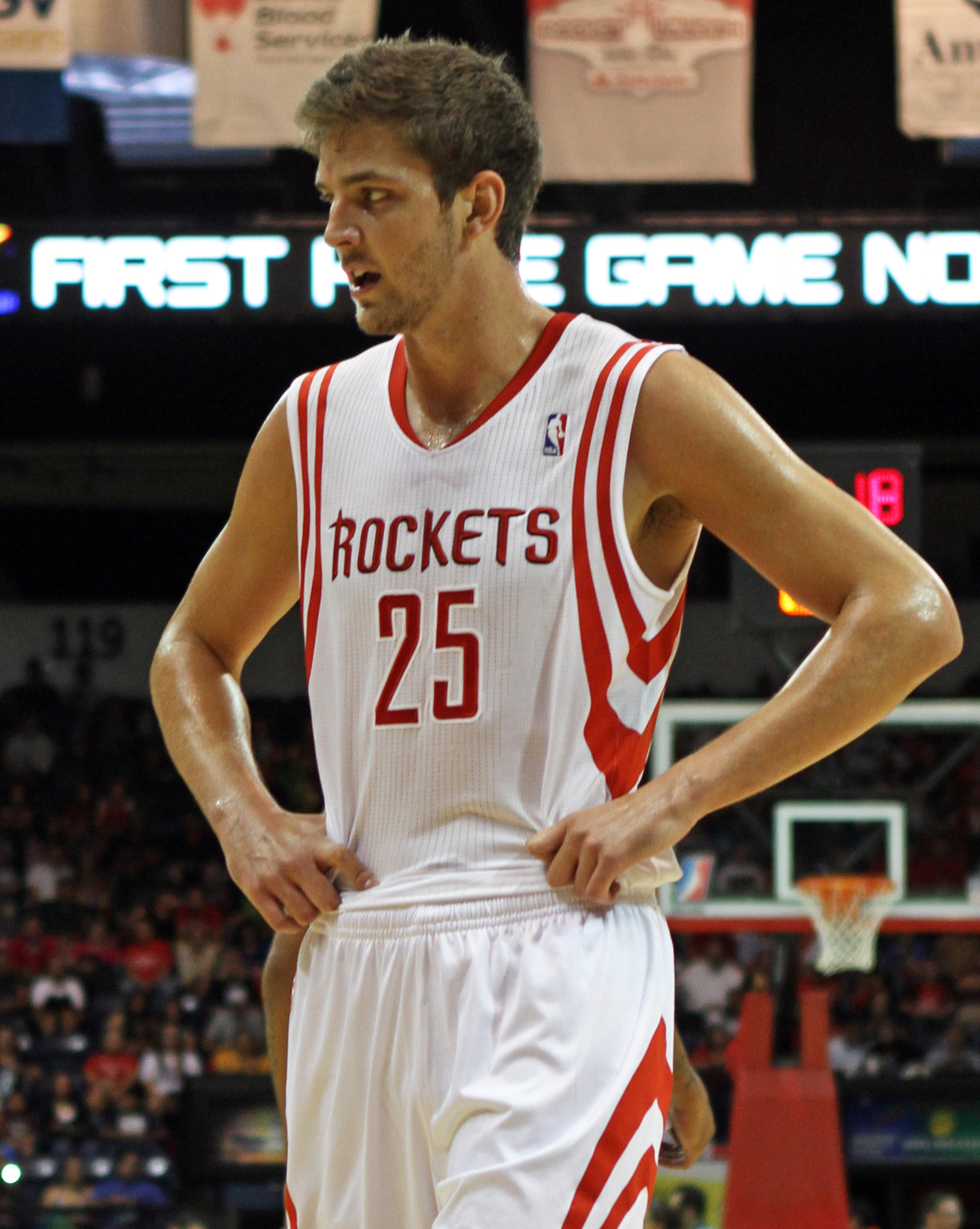
Parsons con los Rockets en 2012.

Fue elegido en la trigésimo octava posición del Draft de la NBA de 2011 por los Houston Rockets, aunque mientras duró el lockout de la liga jugó en el Cholet Basket de la liga francesa, donde promedió 10 puntos, 6 rebotes y 4 asistencias por partido. Debutó en la NBA el 29 de diciembre, logrando 5 puntos y 5 rebotes ante San Antonio Spurs. Tras la temporada 2011-12 de la NBA, Parsons fue nombrado en el Segundo Mejor Quinteto de Rookies de la NBA.
El 3 de marzo de 2013, Parsons registró entonces su récord personal de 32 puntos, junto con 3 rebotes y 3 asistencias, en la victoria por 136-103 sobre los Dallas Mavericks. Anotó 12 de 13 intentos desde el campo, incluyendo 6 de 7 triples. En el último partido de la temporada regular 2012-13 el 17 de abril de 2013, contra Los Angeles Lakers, Parsons anotó un triple sobre la bocina para igualar el partido 90 a 90 y forzar la prórroga, pero los Rockets perdieron ante Los Lakers 99 por 95 en la prórroga.
El 24 de enero de 2014, Parsons estableció un récord de la NBA de triples anotados en una parte cuando anotó 10 en la segunda parte en la derrota de los Rockets 87 por 88 de los Memphis Grizzlies; esto vino después de no encestar tres triples en la primera parte. También estableció el récord personal de 34 puntos en el partido. Los 10 triples (de 14 intentos) también estableció el récord de la franquicia de los Rockets; más triples anotados en un partido de temporada regular.

#### Dallas Mavericks
Tras la temporada 2013-14, la mejor de Parsons a nivel individual, se convirtió en agente libre restringido. El 10 de julio de 2014, recibió una oferta de los Dallas Mavericks de un contrato de tres años y $46 millones. Los Rockets se negaron a igualar la oferta y Parsons firmó con los Mavericks el 15 de julio.

#### Memphis Grizzlies
Al finalizar la temporada 2015-16, se convierte en agente libre y ficha por los Memphis Grizzlies por 4 años y 94 millones de dólares. Contrato millonario que no consigue cuajar tras tres temporadas en Memphis, por lo que, en enero de 2019, con apenas 45 partidos como titular en tres años, Parsons es apartado de la disciplina de los Grizzlies.

#### Atlanta Hawks
Tras tres temporadas en Memphis, el 3 de julio de 2019, es traspasado a Atlanta Hawks a cambio de Miles Plumlee y Solomon Hill. El 15 de enero de 2020, Parsons fue atropellado por un conductor ebrio, sufriendo una conmoción cerebral y un latigazo cervical; Parsons había aparecido en cinco partidos con los Hawks antes del accidente. El 20 de enero, el abogado de Parsons anunció que sus lesiones podrían poner fin a su carrera. El 5 de febrero de 2020, fue cortado por los Hawks.

#### Retirada
Finalmente, tras no poder recuperarse adecuadamente de las lesiones sufridas, el 18 de enero de 2022, a los 33 años, anuncia su retirada oficial del baloncesto profesional.

## Estadísticas de su carrera en la NBA

### Temporada regular
| Año     | Equipo  | PJ  | PT  | MPP  | %TC  | %3P  | %TL  | RPP | APP | ROB | TPP | PPP  |
| ------- | ------- | --- | --- | ---- | ---- | ---- | ---- | --- | --- | --- | --- | ---- |
| 2011-12 | Houston | 63  | 57  | 28.6 | .452 | .337 | .551 | 4.7 | 2.1 | 1.2 | .5  | 9.5  |
| 2012-13 | Houston | 76  | 76  | 36.3 | .486 | .385 | .729 | 5.3 | 3.5 | 1.0 | .4  | 15.5 |
| 2013-14 | Houston | 74  | 74  | 37.6 | .472 | .370 | .742 | 5.5 | 4.0 | 1.2 | .4  | 16.6 |
| 2014-15 | Dallas  | 66  | 66  | 33.1 | .462 | .380 | .720 | 4.9 | 2.4 | 1.0 | .3  | 15.7 |
| 2015-16 | Dallas  | 61  | 51  | 29.5 | .492 | .416 | .684 | 4.7 | 2.8 | .8  | .3  | 13.7 |
| 2016-17 | Memphis | 34  | 34  | 19.9 | .338 | .269 | .814 | 2.5 | 1.6 | .6  | .1  | 6.2  |
| 2017-18 | Memphis | 36  | 8   | 19.2 | .462 | .421 | .630 | 2.5 | 1.9 | .5  | .3  | 7.9  |
| 2018-19 | Memphis | 25  | 3   | 19.8 | .374 | .309 | .880 | 2.8 | 1.7 | .8  | .2  | 7.5  |
| 2019-20 | Atlanta | 5   | 0   | 10.8 | .278 | .286 | —    | 1.4 | .6  | .8  | .2  | 2.8  |
| Total   | Total   | 440 | 369 | 30.1 | .462 | .373 | .713 | 4.5 | 2.7 | .9  | .3  | 12.7 |

### Playoffs
| Año   | Equipo  | PJ | PT | MPP  | %TC  | %3P  | %TL  | RPP | APP | ROB | TPP | PPP  |
| ----- | ------- | -- | -- | ---- | ---- | ---- | ---- | --- | --- | --- | --- | ---- |
| 2013  | Houston | 6  | 6  | 39.7 | .452 | .400 | .643 | 6.5 | 3.7 | .2  | .3  | 18.2 |
| 2014  | Houston | 6  | 6  | 41.7 | .438 | .361 | .733 | 6.8 | 2.3 | .7  | .3  | 19.3 |
| 2015  | Dallas  | 1  | 1  | 37.0 | .333 | .000 | .000 | 6.0 | 2.0 | .0  | .0  | 10.0 |
| Total | Total   | 13 | 13 | 40.4 | .437 | .363 | .690 | 6.6 | 2.9 | .4  | .3  | 18.1 |

## Vida personal
En diciembre de 2013, Parsons apareció en unos anuncios para Iconix Brand Group, con la modelo Ashley Sky para la línea de primavera de 2014. En 2014, Parsons firmó un patrocinio con la marca de zapatillas china, Anta, un contrato de 5 años y de $1 millón por año. En 2015 firmó acuerdos de publicidad con la empresa de telecomunicaciones china, ZTE, y también con la marca californiana de ropa Stance.
Se comprometió con Haylee Harrison el 22 de noviembre de 2020, con quien empezó a salir en verano de 2019.